# Larteh
Le larteh est une langue du sud-est du Ghana. Elle appartient au sous-groupe gouang des langues nigéro-congolaises et est parlée par environ 74 000 personnes.